# Code::Blocks
Code::Blocksは自由 / オープンソースでクロスプラットフォームの統合開発環境 (IDE) である。wxWidgetsをGUIツールキットとして使い、C++で開発されている。プラグイン方式であり、機能は使用しているプラグイン群で決定される。現在のところ、Code::Blocks が対象とする開発言語はC言語 / C++だけである。
Code::Blocksは、Windows、Linux、macOS で動作する。FreeBSD上でもビルドできる。

## 歴史
2005年7月25日の1.0rc1と2005年10月25日の1.0rc2という2つのリリース候補版を経て、最終リリース版を完成させずにプロジェクトは新たな機能を多数追加し始めたため、最終リリースは何度も延期されていった。ただし、"nightly builds" と呼ばれる最新SVN版のバイナリパッケージが毎日リリースされていた。そのサポート状況は公式リリース版の1.0rc2よりも良かった。これによってユーザーは最新の改良が入手でき、開発者は定期的なフィードバックを得られたが、対外的にはプロジェクトが停滞しているように見えた（新たな公式リリースがなされなかったため）。
最初の安定版は2008年2月28日にリリースされ、バージョン番号は8.02とされた。バージョン番号のつけ方はUbuntu方式に変更され、メジャー番号がリリース年、マイナー番号がリリース月を表している。
Jennic Ltd.は、マイクロコントローラ向けにカスタマイズされたCode::Blocksを配布している。

## 機能
Code::Blocksは複数のコンパイラをサポートしている（MinGW / GCC、Digital Mars D programming language、Microsoft Visual C++、Borland C++、Watcom C/C++ compiler、Intel C++ Compiler）。Code::BlocksはC++向けに設計されているが、一部の他の言語のコンパイラをサポートしている。例えば、GNU Fortran、Digital MarsのD言語、GNU GDCがある。
IDEには、Scintillaエディタコンポーネントを使ったシンタックスハイライトやコードの折りたたみ、C++コード補完、クラスブラウザ、統合TODOリスト、統合デバッガフロントエンド（GDBをサポートし、ちょっとした拡張でMicrosoft CDBもサポートできる）がある。また、wxWidgetsツールキット向けの統合RADプラグインwxSmithもある。
他のIDEからの移行を促進するための機能もある（Dev-C++やMicrosoft Visual C++のプロジェクトインポートなど）。
Code::Blocksは独自のビルドシステムを使い、XMLベースのプロジェクトファイルに情報を格納するが、GNUやトロールテックのqmakeのビルドシステムとのインタフェースを単純化するために外部Makefileもオプションでサポートしている。